# Številka
Števílka je beseda, znak ali skupina znakov (števk, glifov), s katerimi predstavimo število. Številke »(0), 1, 2, 3, 4, 5, 6, 7, 8, 9, 10, 11, ...« so sodobno evropsko arabske in se razlikujejo od rimskih »I, II, III, IV, V, VI, VII, VIII, IX, X, XI, ...«, predstavljajo pa ista števila, sicer v različnih številskih sestavih. 
Podobno lahko besede predstavljajo številke. Ista števila lahko preprosto izrazimo z besedami »ena, dva, tri, štiri, pet, šest, sedem, osem, devet, deset, enajst, ...«. 
V šestnajstiškem številskem sestavu, ki je najbolj domač v računalništvu, uporabimo poleg števk še črke od »A« do »F«. Še bolj nenavadne načine za zapis števil predstavljajo Churcheva cela števila.